# Dit vindarna bär
Dit vindarna bär är en svensk-norsk film från 1948 i regi av Åke Ohberg. I huvudrollen som Jörund Smed ses George Fant.

## Handling
Filmen utspelar sig i slutet av 1800-talet i den norska vildmarken. På gården Storli styr bonden med järnhand över hustru, egendom och barn. Den svenske smeden Jörund, som lämnat Sverige oskyldigt misstänkt för mord, anländer till gården och förälskar sig i bondens dotter Marja.
Storbonden är inblandad i en vagnsolycka och Jörund misstänks ligga bakom. Storbonden blir efter olyckan oförmögen att sköta om gården och i stället tar sonen Ola över. Denne kör iväg Jörund från gården. Efter en tid planeras giftermål mellan Marja och Jens, men kort före detta försöker Marja att dränka sig i forsen. Hon blir i sista stund räddad av Ola, som därefter söker upp Jörund i fjällen tillsammans med Halstein. En uppgörelse mellan de tre männen följer där det avslöjas att Halstein legat bakom de olyckor som drabbat gården. Han störtar utför en brant och avlider. Inget hinder finns nu kvar för Marja och Jörund som kan fira bröllop.

## Om filmen
Filmens förlaga var romanen Jørund Smed av Jacob Breda Bull (1924). Manus skrevs av Rune Lindström och Ohberg var producent. Fotograf var Sten Dahlgren, klippare Ragnar Engström och kompositör Gunnar Sønstevold. Filmen hade premiär den 30 september 1948 på biografen Saga i Oslo i Norge. Sverigepremiären ägde rum 11 oktober samma år på biografen Royal i Stockholm. Filmen var tillåten från 15 år.
Filmen inspelades i Norge och till viss del även i Sverige som en svensk-norsk samproduktion. Norsk facklitteratur brukar ange filmen som norsk, medan den på svenskt håll oftast räknas som svensk eller en samproduktion.

## Rollista
- George Fant – Jörund Smed
- Eva Strøm – Marja
- Elof Ahrle – Garibaldi
- Alfred Maurstad – Halstein
- Britta Holmberg – Waljo
- Henrik Børseth – Marjas far, storbonden
- Henny Skjønberg – Marjas mor
- Harald Heide Steen – Ola
- Henki Kolstad – Jens Haarstad
- Finn Bernhoft – bonde
- Evelin Opaker – en liten flicka
- Ingrid Thulin – en flicka
- Elsa Widborg – en kvinna
- Einar Vaage – doktorn
- Torsten Lilliecrona
- Mona Hofland

## Mottagande
Dit vindarna bär mottogs av blandade recensioner när den kom ut. Tidningen Arbetaren var uteslutande positiv i sin anmälan och berömde regin, skådespeleriet och fotot och konstaterade "Det finns inte en svag punkt i denna film". Dagens Nyheter var desto mer kritisk och skrev "Svagheten ligger i konfliktens brist på dramatisk spänning och verklig originalitet". Recensenten var även kritisk mot George Fants rollprestation som man ansåg vara för "vek och pojkaktig". Tidningen Ny Dag var även den kritisk, i synnerhet mot manusförfattaren Rune Lindström, men även mot filmens innehåll som man ansåg vara "ointressant och gäspigt".